# Wijchen-Zuid
Wijchen-Zuid is een statistische CBS-wijk in het zuiden van de gemeente Wijchen. Dit gedeelte van Wijchen telt 7850 inwoners en is in verschillende wijken onderverdeeld.
Wijchen-Zuid bestaat uit de wijken, in alfabetische volgorde;  Abersland, Diepvoorde, Elsland,  de Geer, Grippen, Hoogmeer, Huissteden, Kronenland, Oudelaan, Sluiskamp, Ververt, Weertjes, Zesakkers en Zevendreef. Bij Wijchen-Zuid gelegen ligt ook de wijk Kerkeveld.
Wijchen-Zuid beschikt over een eigen winkelcentrum. WC Zuiderpoort. Rondom dit winkelcentrum wordt in een tienjarenplan de wijk drastisch verbouwd. In eerste aanleg gaat het om een voormalig  dierenartspraktijk, het schuin tegenover gelegen woonblok, school en een enkel pand van huisartsen en twee tandartspraktijken.